# روابط افغانستان و هند

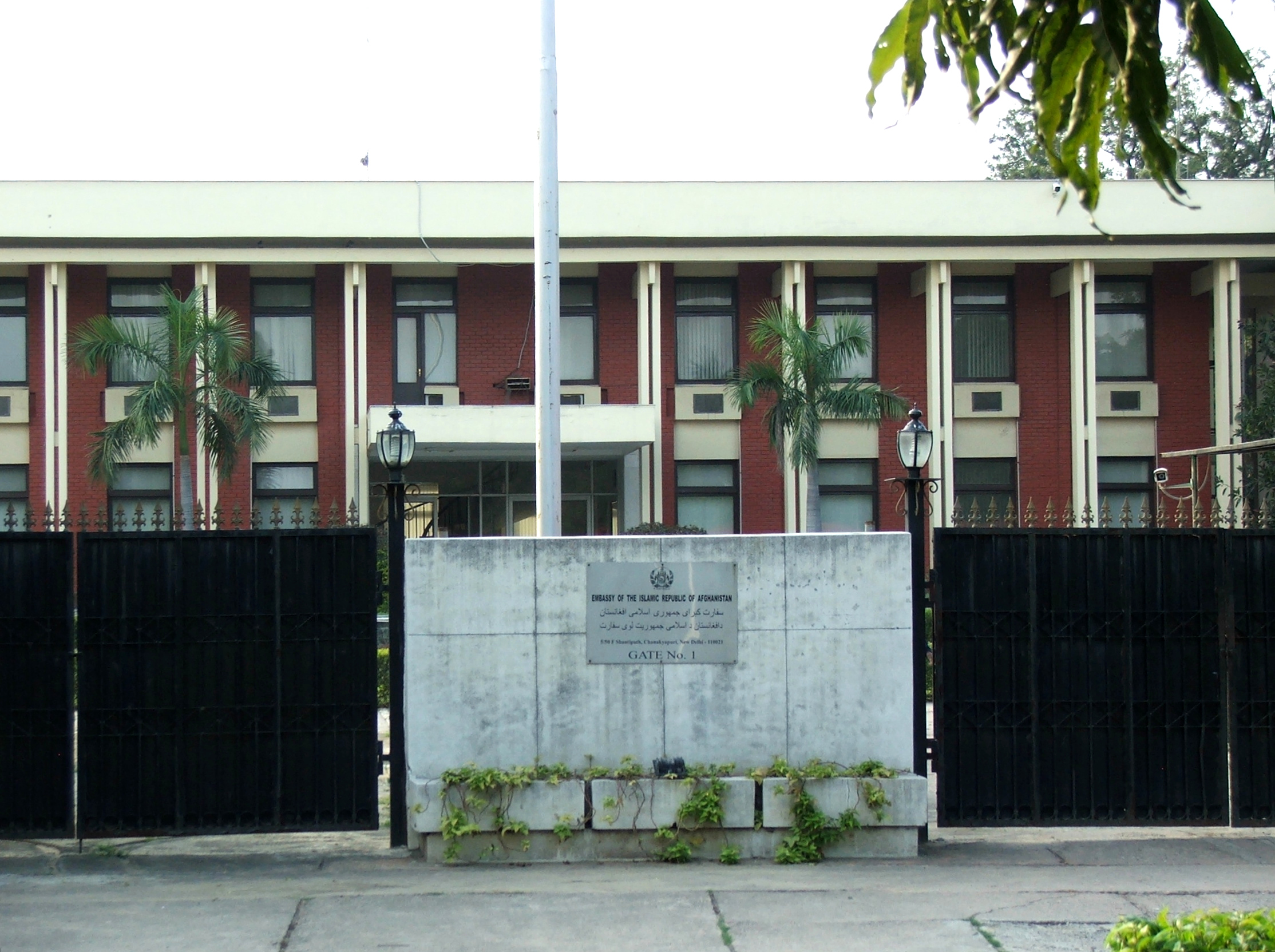
سفارت افغانستان در دهلی نو، هند.

روابط افغانستان و هند (پشتو: د افغانستان - هند اړیکی؛ هندی: अफगानिस्तान-भारत संबंध)، روابط دو جانبه بین افغانستان و هند می‌باشد که طی دهه‌های گذشته همچنان محکم و دوستانه باقی مانده‌است. هند و افغانستان همسایگان تاریخی بوده‌اند و از طریق بالیوود و کریکت روابط فرهنگی مشترک دارند.
هندوستان تنها کشور آسیای جنوبی بود که در دهه ۱۹۸۰، جمهوری دموکراتیک افغانستان را تحت حمایت شوروی به‌رسمیت شناخت، این روابط در طول جنگ داخلی افغانستان با دولت طالبان در دهه ۱۹۹۰ کاهش یافت. هند به سرنگونی طالبان کمک کرد و به بزرگترین ارائه دهنده منطقه‌ای کمک‌های بشردوستانه و بازسازی به جمهوری اسلامی افغانستان تبدیل شد. هندی‌ها به عنوان بخشی از تلاش‌های بازسازی هند در افغانستان، در پروژه‌های مختلف ساختمانی کار می‌کنند. پاکستان ادعا می‌کند که آژانس اطلاعاتی هند به‌طور مخفی در حال فعالیت برای بدخیمی اوضاع پاکستان است و از آموزش شورشیان پشتیبانی می‌کند، اما هند این ادعا را به‌شدت رد می‌کند.
پسر عموی رئیس‌جمهور وقت حامد کرزی در سال ۲۰۰۷ گفت که هند "عزیزترین شریک افغانستان و پنجمین اهدا کننده بزرگ در جهان با بیش از ۳ میلیارد دلار کمک است. " شیدا محمد ابدالی سفیر افغانستان در هند خاطر نشان می‌سازد که "هند بیش از ۲۰۰ مدرسه دولتی و خصوصی در افغانستان ساخته‌است، سالانه بیش از ۱۰۰۰ بورس تحصیلی را حمایت مالی کرده و بیش از ۱۶۰۰۰ دانش آموز افغان را میزبانی می‌کند." وزارت امور خارجه افغانستان از هند به عنوان «کشور برادر» و روابط بین این دو به عنوان رابطه‌ای صحبت کرد که «هیچ دشمنی نمی‌تواند مانع آن شود». روابط میان افغانستان و هند در سال ۲۰۱۱ با امضای موافقت‌نامه مشارکت استراتژیک، نسبت به سال ۱۹۷۹ افزایش چشمگیری یافت.
طبق نظرسنجی سال ۲۰۱۰ گالوپ، که با ۱۰۰۰ بزرگسال مصاحبه کرده‌است، ۵۰٪ افغانستانیها عملکرد شغلی رهبری هند را تأیید کرده‌است. این بالاترین رتبه تأیید هند توسط هر کشور دیگر در آسیا بود. طبق این نظرسنجی، بزرگسالان افغان بیشتر از رهبران چین یا ایالات متحده رهبری هند را تأیید می‌کنند.

## اقتصاد

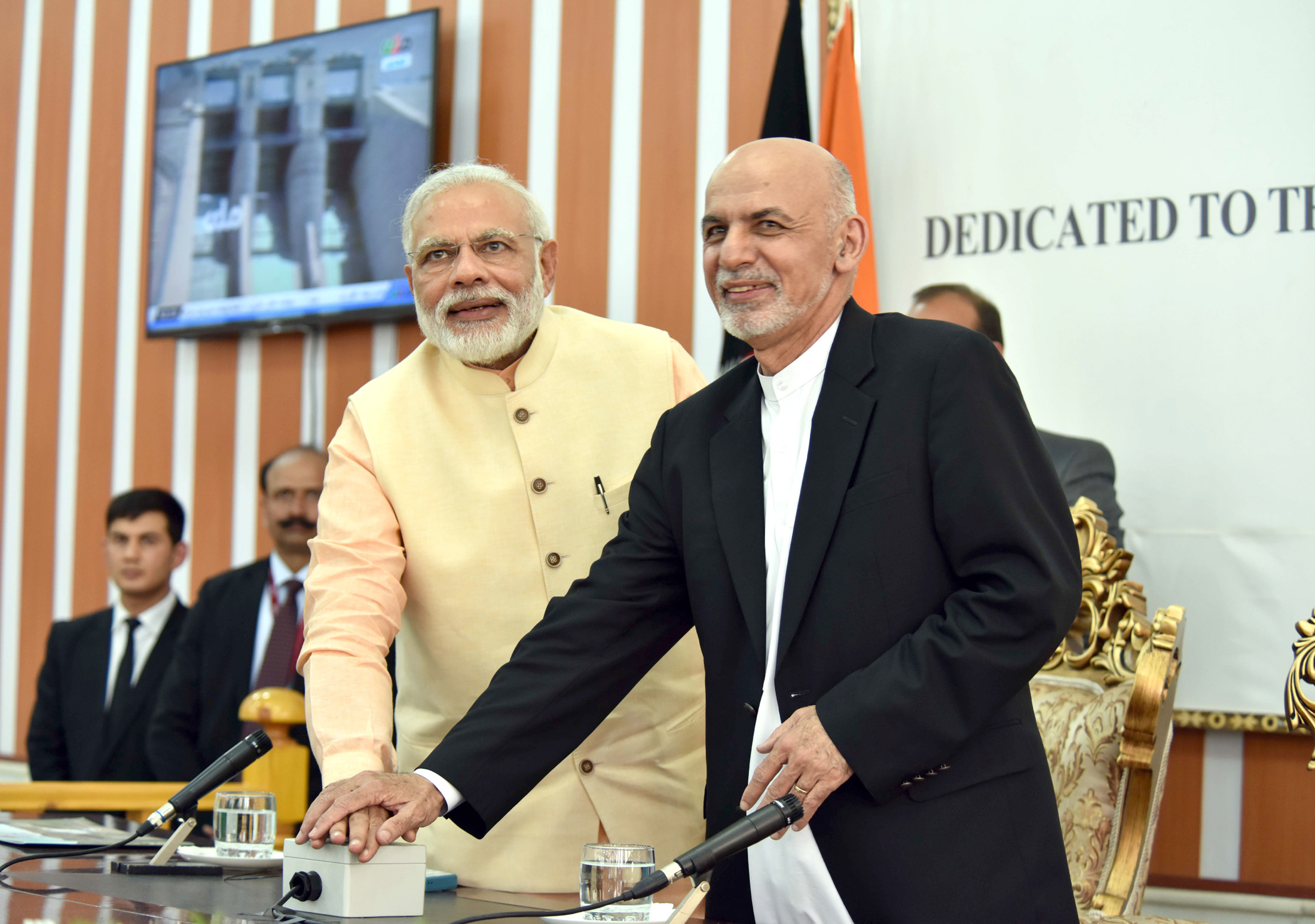
نخست‌وزیر هند نارندرا مودی و رئیس‌جمهور افغانستان اشرف غنی در افتتاح بند سلما.

هند در تلاش است تا حضور اقتصادی خود را در افغانستان گسترش دهد زیرا ائتلاف بین‌المللی مبارزه با طالبان از سال ۲۰۱۴ نیروهای جنگی خود را از افغانستان خارج می‌کند. به ویژه، این کشور می‌خواهد ارتباط حمل و نقل و همکاری اقتصادی با کشورهای آسیای مرکزی و جنوبی را بهبود بخشد. هند در حال حاضر ۱۰٫۸ میلیارد دلار در افغانستان از سال ۲۰۱۲ به بعد سرمایه‌گذاری کرده‌است. احتمالاً پس از خروج ناتو از این نوع پروژه‌ها نقش هند بیشتر خواهد شد. این سرمایه‌گذاری‌ها شامل راه‌اندازی معادن سنگ آهن حاجیگک، ساخت کارخانه فولاد 6 MTPA، ساخت یک نیروگاه ۸۰۰ مگاواتی، پروژه‌های برق آبی، پایپ‌لاین، جاده‌ها و غیره‌است.
بزرگترین پروژه هند در افغانستان ساخت و بازسازی بند سلما در ولایت هرات است که موفقانه به‌پایان رسیده‌است. این سد دوستی هند و افغانستان علاوه بر تولید برق ۴۲ مگاوات برق، ۷۵۰۰۰ هکتار از زمین‌های کشاورزی ولسوالی چشت‌شریف را نیز آبیاری می‌کند. این سد در ۴ ژوئن ۲۰۱۶ توسط نارندرا مودی نخست‌وزیر هند و همراه اشرف غنی رئیس‌جمهور افغانستان افتتاح شد.
هند و ایران توافق‌نامه حمل و نقل بندر چابهار را منعقد کرده‌اند. دولت هند بیش از ۱۰۰ میلیون دلار در گسترش بندر چابهار در جنوب شرقی ایران سرمایه‌گذاری می‌کند که به عنوان مرکز حمل و نقل کالاهای ترانزیتی میان هند و افغانستان عمل خواهد کرد. هند برای اینکه کالاها تجارتی از پاکستان عبور نکند برعلاوه موافقت‌نامه چابهار دو دهلیز هوایی ایجاد کرد تا تجارت دو جانبه را تسهیل کند.
هند برای خاطرنشان ساختن حسن نیت خود، مجلس جدید پارلمان افغانستان را نیز ساخته‌است. این ساختمان در ۲۵ دسامبر ۲۰۱۵ افتتاح شد.